# Mamme sull'orlo di una crisi da ballo
Mamme sull'orlo di una crisi da ballo (Dance Moms) è un reality show statunitense che ha debuttato sul canale Lifetime il 13 luglio 2011; creato dalla Collins Avenue Productions mentre in Italia su TV8 in esclusiva ha trasmesso le prime 3 stagioni, il programma segue i primi allenamenti e la carriera di alcuni bambini nel mondo della danza e dello show business sotto la tutela di Abby Lee Miller, oltre ai rapporti personali, spesso litigiosi, della Miller con le madri delle ballerine, le quali, di fatto, competono tra di loro attraverso le loro figlie. Ambientato a Pittsburgh, in Pennsylvania, e a Los Angeles, il reality è principalmente filmato presso la scuola di danza Abby Lee Dance Company.

## Sinopsi
Ambientato principalmente a Pittsburgh, in Pennsylvania e, a partire dal 2015, a Los Angeles, Mamme sull'orlo di una crisi da ballo segue il Junior Elite Competition Team della Abby Lee Dance Company, composto per lo più da preadolescenti, e occupato settimanalmente in diverse gare di ballo. Nel corso di una puntata tipica, si segue la fase di preparazione delle ballerine da parte di Abby Lee Miller, seguita dalla gara settimanale alla quale prendono parte.
La serie, inoltre, descrive le amorevoli madri che rivaleggiano, a nome delle proprie figlie, tra di loro, con la Miller e, talvolta, contro le madri dei ballerini delle squadre rivali.
Di fatto, il successo della serie è spesso accreditato al dramma e al conflitto tra la Miller e le mamme, oltre alle danze che settimanalmente vengono eseguite e gli stretti rapporti tra le ragazze, che gli spettatori vedono crescere e migliorare le proprie competenze.
Le coreografie, create dalla Miller, dal suo staff e, occasionalmente, da un coreografo ospite, sono creativamente concettualizzate dalla Miller stessa assieme ai suoi istruttori di danza e con il contributo di produttori della serie.
La serie presenta la Miller come una rigorosa allenatrice della squadra di danza che, nel corso della serie, si basa sempre di più sulla critica, a volte personali, per motivare le ragazze, con un'enfasi sul duro lavoro e la concorrenza contro i compagni di squadra. Ogni settimana, nello show, la Miller stila una classifica (la cosiddetta "piramide") attraverso la quale dà un feedback ad ogni ragazza circa la loro precedente prestazione, l'atteggiamento, lo sforzo, e il comportamento suo e della madre. Questa "piramide" non era stata mai utilizzata nel suo studio prima di Mamme sull'orlo di una crisi da ballo, e, come ha dichiarato la stessa Miller: "Non ho mai fatto niente del genere nella mia vita. Non ha nulla a che fare con me. Questo è lo show; sono loro che si sono inventati quell'intero processo".
Nella stagione 5, la Miller trasferisce la squadra a Los Angeles per aiutare a costruire la sua reputazione sulla costa occidentale, e, mentre la squadra ha continuato a partecipare a gare settimanali, l'attenzione si è spostata per includere la preparazione recitativa delle ragazze e la loro carriera musicale. Nelle ultime puntate di questa stagione, inoltre, la Miller ha iniziato a considerare di apportare modifiche al Junior Elite Competition Team, in vista della stagione 6, essendo ormai la maggior parte delle ragazze troppo grandi per fare parte della categoria juniores.

## Cast

### Professoresse
- Abby Lee Miller, è la fondatrice e la direttrice dell'Abby Lee Dance Company.
- Gianna Martello, è l'assistente e coreografa di Abby e la sua allieva più grande.

### Ex membri
- Melissa Gisoni è la madre di Maddie Ziegler (nata nel 2002) e di Mackenzie Ziegler (nata nel 2004). Hanno lasciato il programma nel corso della sesta stagione (nel 2016).
- Jackie Lucia è la madre di Sophia Lucia (nata nel 2002) che lascia il programma alla terza stagione.
- Kelly Hyland è la madre di Brooke Hyland (nata nel 1998) e di Paige Hyland (nata nel 2000). Sono state escluse dallo show nella quarta stagione a seguito di una discussione tra la madre e Abby.
- Christi Lukasiak è la madre di Chloe Lukasiak (nata nel 2001). Abbandonano l'accademia durante la quarta stagione a causa di un litigio. La rivedremo come partecipante assieme alla madre durante la settima stagione.
- Cathy Nesbitt-Stein è la madre di Vivi-Anne Stein (nata nel 2004), hanno partecipato solo alla prima stagione. Cathy è poi diventata la direttrice dello studio rivale di Abby Lee, Candy Apple's.
- Jessalynn Siwa è la madre di Jojo Siwa (nata nel 2003). Si uniscono al gruppo nella quarta stagione e abbandonano alla sesta.
- Christy Hunt è la madre di Sarah Hunt (nata nel 2005). Hanno partecipato alla quarta stagione e sono apparse nel terzo episodio della quinta e in un episodio della sesta.
- Jill Vertes è la madre di Kendall Vertes (nata nel 2002), si sono unite al reality nella seconda stagione e lo abbandonano durante la settima stagione.
- Kira Girard è la madre di Kalani Hiliker (nata nel 2000), hanno preso parte al programma nella stagione quattro dopo l'espulsione di Brooke e Paige. Hanno abbandonato durante la settima stagione.
- Holly Frazier è la madre di Nia Sioux (nata nel 2001). Lasciano la trasmissione alla settima stagione

## Doppiatrici italiane
- Abby Lee Miller doppiata da Sonia Scotti
- Christi Lukasiak doppiata da Rachele Paolelli
- Kelly Hyland doppiata da Laura Boccanera (1ª stagione), Gilberta Crispino (dalla 2ª stagione)
- Holly Frazier doppiata da Daniela D'Angelo
- Melissa Gisoni doppiata da Daniela Abbruzzese
- Jill Vertes doppiata da Carolina Zaccarini
- Gianna Martello doppiata da Alessandra Cerruti
- Chloe Lukasiak doppiata da Maura Cenciarelli
- Mackenzie Ziegler doppiata da Eleonora Reti
- Brooke Hyland doppiata da Emanuela Ionica
- Kendall Vertes doppiata da Chiara Oliviero
- Maddie Ziegler doppiata da Claudia Scarpa

## Episodi
| Stagione         | Episodi | Prima TV USA |
| ---------------- | ------- | ------------ |
| Prima stagione   | 12      | 2011         |
| Seconda stagione | 28      | 2012         |
| Terza stagione   | 38      | 2013         |
| Quarta stagione  | 32      | 2014         |
| Quinta stagione  | 32      | 2015         |
| Sesta stagione   | 33      | 2016         |
| Settima stagione | 29      | 2016-2017    |
| Ottava stagione  | 18      | 2019         |

## Premi e nomine
| Anno | Premio                   | Categoria                               | Ricevente e nominato                  | Risultato       | Nota  |
| ---- | ------------------------ | --------------------------------------- | ------------------------------------- | --------------- | ----- |
| 2012 | Teen Choice Awards 2012  | Choice TV: Reality Show                 | Mamme sull'orlo di una crisi da ballo | Candidato/a     |       |
| 2013 | Teen Choice Awards 2013  | Choice TV: Reality Show                 | Mamme sull'orlo di una crisi da ballo | Candidato/a     |       |
| 2013 | Teen Choice Awards 2013  | Choice TV: Female Reality Star          | Abby Lee Miller                       | Candidato/a     |       |
| 2013 | BMI Film & TV Award      | BMI Cable Award                         | Craig Owens                           | Vincitore/trice |       |
| 2014 | Teen Choice Awards 2014  | Choice TV: Reality Show                 | Mamme sull'orlo di una crisi da ballo | Candidato/a     |       |
| 2014 | Teen Choice Awards 2014  | Choice TV: Reality Personality — Female | Abby Lee Miller                       | Candidato/a     |       |
| 2015 | Kids' Choice Awards 2015 | Nickelodeon: Favorite Reality Show      | Mamme sull'orlo di una crisi da ballo | Vincitore/trice |       |
| 2015 | Teen Choice Awards 2015  | Choice TV: Reality Show                 | Mamme sull'orlo di una crisi da ballo | Candidato/a     |       |
| 2016 | Kids' Choice Awards 2016 | Favorite Talent Competition             | Mamme sull'orlo di una crisi da ballo | Candidato/a     | [ 2 ] |
| 2017 | Teen Choice Awards 2017  | Choice Reality TV Show                  | Mamme sull'orlo di una crisi da ballo | Candidato/a     | [ 3 ] |